# 弘前市立東目屋小学校
弘前市立東目屋小学校（ひろさきしりつ ひがしめやしょうがっこう）は、青森県弘前市大字桜庭字清水流にある公立小学校。

## 沿革
- 1876年（明治9年） - 国吉村に桜庭小学設置。
- 1881年（明治14年） - 国吉小学と改称。
- 1884年（明治17年） - 桜庭小学を併合。
- 1887年（明治20年） - 時習簡易小学校と改称。
- 1889年（明治22年） - 番館簡易小学校を併合。
- 1892年（明治25年）11月 - 時習尋常小学校と改称。
- 1897年（明治30年）12月 - 時習尋常小学校から分離し、国吉尋常小学校発足。
- 1901年（明治34年） - 国吉尋常小学校に目屋高等小学校併設。
- 1908年（明治41年）1月 - 国吉尋常小学校併設の目屋高等小学校が併合され、国吉尋常高等小学校と改称。
- 1930年（昭和5年）
  - 4月1日 - 国吉尋常高等小学校と統合し、東目屋村字桜庭に東目屋尋常高等小学校創立。
  - 11月5日 - 新校舎竣工。
- 1941年（昭和16年）4月1日 - 国民学校令により、東目屋国民学校と改称。
- 1944年（昭和19年）4月29日 - 校旗樹立。
- 1947年（昭和22年）4日1日 - 学校教育法（旧法）施行により、東目屋村立東目屋小学校と改称。同日、東目屋中学校併設し、高等科生を中学校に移籍。
- 1950年（昭和25年）
  - 5月1日 - 東目屋中学校の独立校舎新完成し、移転。
  - 11月27日 - 校歌・帽章制定。
  - 12月19日 - 校舎焼失。
- 1951年（昭和26年）12月25日 - 新校舎竣工。
- 1955年（昭和30年）3月1日 - 東目屋村が弘前市に合併された為、弘前市立東目屋小学校と改称。
- 1957年（昭和32年）10月 - 校内に水道施設完成。
- 1971年（昭和46年）7月 - 水泳プール竣工。
- 1977年（昭和52年） - 現校舎完成[1]。
- 1978年（昭和53年） - 体育館完成[1]。

## 学区
高野、館後、国吉、黒土、吉川、桜庭、平山、米ケ袋、中野、中畑、番館
- 旧東目屋村地区全域が学区である。

## 交通
- 弘南バス 「東目屋中学校前」バス停下車
  - 弘前 - 田代・大秋線
  - 川原平 - 聖愛高校線（平日朝の高校行のみ運行）